# U-234
U-234 – niemiecki okręt podwodny (U-Boot) z okresu II wojny światowej. Płynąc z ładunkiem surowców strategicznych do Japonii poddał się Amerykanom 14 maja 1945 roku, sześć dni po kapitulacji III Rzeszy.

## Historia budowy
U-234 był dużym podwodnym stawiaczem min typu X B. Jak wszystkie osiem jednostek tego typu został zbudowany w stoczni Krupp Germaniawerft w Kilonii. Zamówienie na okręt złożono 7 grudnia 1940 roku. Budowa okrętu opóźniła się w związku z uszkodzeniami odniesionymi w trakcie jednego z alianckich nalotów w 1942 roku. U-234 został zwodowany 23 grudnia 1943 roku a do służby w Kriegsmarine wszedł 2 marca następnego roku. Dowódcą okrętu został kptlt. Johann-Heinrich Fehler.
Na czas szkolenia U-234 został przydzielony do 5. U-Flotille bazującej w Kilonii. Po zakończeniu okresu szkoleniowego okręt wszedł w skład 33. U-Flotille, grupującej okręty transportowe, przewożące towary strategiczne pomiędzy portami niemieckimi a Azją Południowo-Wschodnią. Aby przystosować U-234 do tego zadania, został on poddany przebudowie, która polegała na zainstalowaniu w szachtach minowych specjalnych zasobników transportowych. Przy okazji okręt został wyposażony w chrapy, a w miejsce zdemontowanej armaty kal. 105 mm zamontowano dodatkowe uzbrojenie przeciwlotnicze.

## Ostatni rejs
U-234 wypłynął z Kilonii 25 marca 1945 roku, kierując się do Horten a następnie do Kristiansand w Norwegii. Z tego ostatniego portu wyruszył 16 kwietnia 1945 roku z rozkazem płynięcia do Japonii. Ładunek okrętu wynosił około 240 ton, na które składało się między innymi ponad 560 kilogramów tlenku uranu przeznaczonego dla japońskiego programu atomowego, bomba kierowana Hs 293, plany konstrukcyjne myśliwca odrzutowego Messerschmitt Me 262 i innych nowych typów broni. Ponadto na pokład zaokrętowani zostali dwaj japońscy oficerowie, specjaliści od budownictwa okrętowego i lotniczego: Genzo Shoji i Shinchiro Tomonaga oraz niemieccy eksperci lotniczy i rakietowi, generał Luftwaffe Ulrich Kessler i dyplomata Kai Nieschling. Ponadto na pokładzie zostało ukryte 5 milionów dolarów amerykańskich.

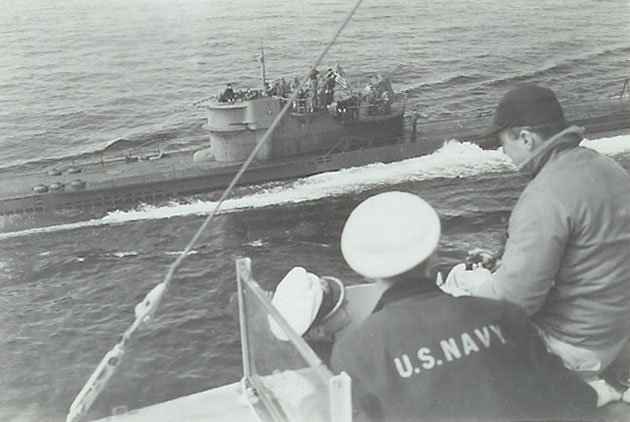
Poddanie się U-234. Zdjęcie wykonano z pokładu USS „Sutton”

U-234 płynął przez Ocean Atlantycki, używając chrap lub przebywając w zanurzeniu i zachowując ciszę radiową. 4 maja nasłuch radiowy na okręcie odebrał komunikaty brytyjskich i amerykańskich stacji radiowych, informujące o śmierci Adolfa Hitlera i objęciu władzy w III Rzeszy przez admirała Karla Dönitza. Dopiero 10 maja na okręt dotarł rozkaz, nakazujący wszystkim U-Bootom poddanie się Aliantom i kierowanie się do najbliższego ich pozycji portu Sprzymierzonych. Dowódca U-234, kptlt. Johann-Heinrich Fehler, zdecydował poddać się Amerykanom i nadał drogą radiową swoją pozycję na morzu, wywieszając jednocześnie, zgodnie z rozkazami, czarną flagę na peryskopie. Na wiadomość o poddaniu okrętu obaj obecni na pokładzie Japończycy popełnili samobójstwo, zażywając duże ilości środków nasennych.
Na spotkanie U-234 został skierowany amerykański niszczyciel eskortowy USS „Sutton”, który spotkał się z niemieckim okrętem 14 maja 1945 roku na południe od Nowej Fundlandii i eskortował go do Portsmouth w New Hampshire. U-234 został obsadzony załogą pryzową, a na pokład niszczyciela przeszło 37 jeńców z niemieckiego okrętu, w tym wszyscy pasażerowie. Oba okręty dotarły do bazy US Navy w Portsmouth 17 maja 1945 roku.

## Zatopienie U-234

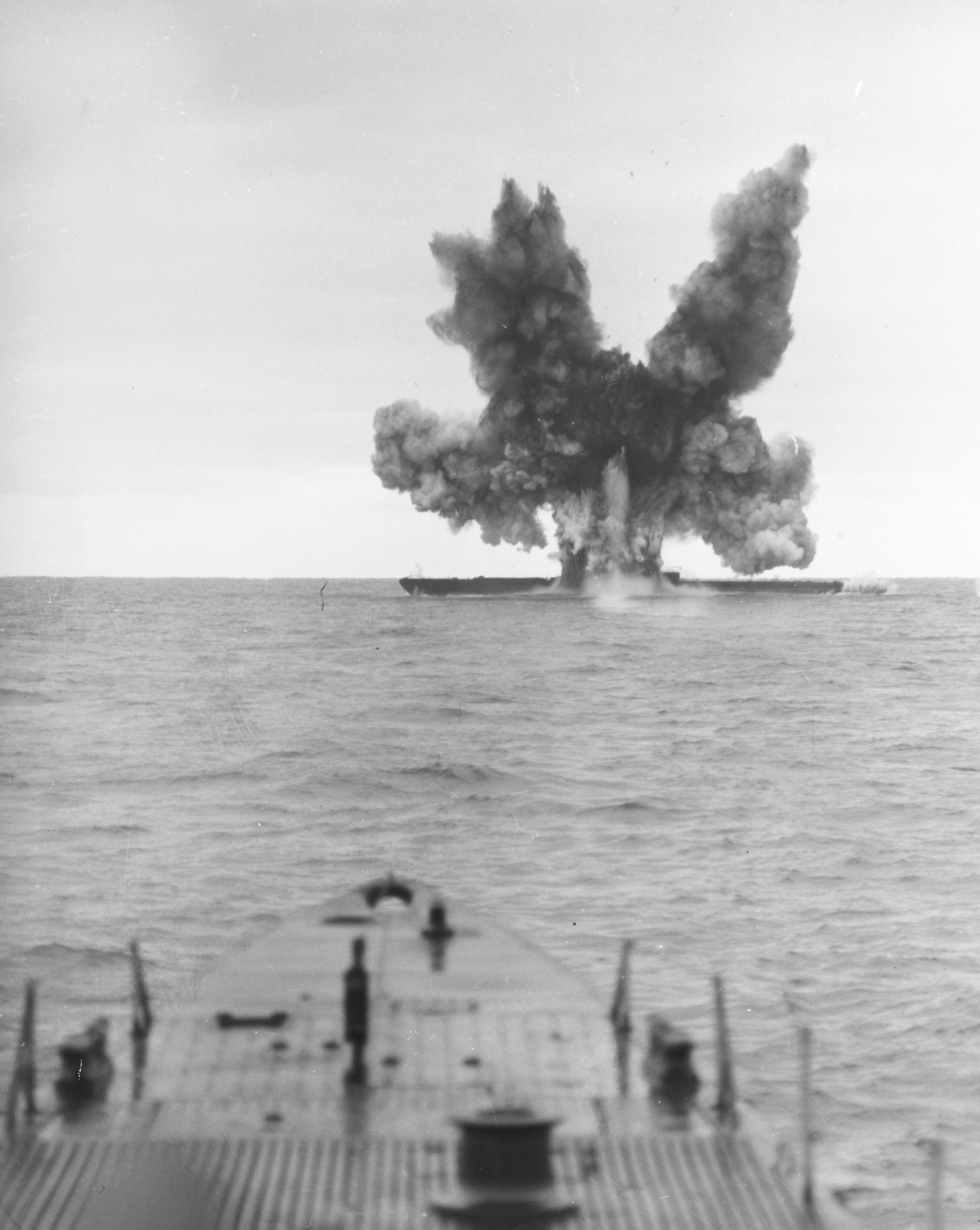
Zatopienie U-234 przez USS „Greenfish”

Po zakończeniu działań wojennych U-234 został przekazany flocie Stanów Zjednoczonych. Był wykorzystywany jako okręt-cel i ostatecznie został zatopiony 20 listopada 1947 roku w okolicy Cape Cod przez okręt podwodny USS „Greenfish” podczas testów nowych typów torped.
Na historii U-234 został oparty scenariusz niemieckiego filmu telewizyjnego Das letzte U-Boot z 1993 roku.

## Przebieg służby

### Dowódcy
- 2.03.1944. – 17.05.1945. Kptlt. Johann-Heinrich Fehler

### Przydział do flotylli
- 2.03.1944. – 28.02.1945: 5 U-Flottille Kilonia
- 1.03.1945 – 8.05.1945: 33 U-Flottille Flensburg/Dżakarta